# Stellaria gracilenta
Stellaria gracilenta är en nejlikväxtart som beskrevs av Joseph Dalton Hooker. Stellaria gracilenta ingår i släktet stjärnblommor, och familjen nejlikväxter. Inga underarter finns listade i Catalogue of Life.